# شهرستان نیکولایفسکی (خاباروفسک)
شهرستان نیکولایفسکی (به لاتین: Nikolayevsky District) یک شهرستان در روسیه است که در سرزمین خاباروفسک واقع شده‌است.